# El retrat oval
El retrat oval (títol original: The Oval Portrait) és un conte escrit per l'escriptor nord-americà Edgar Allan Poe. L'escrigué l'any 1842 i el seu títol original era La vida en la mort. Aquest text, que se'n pot situar en els dedicats a les muses mortes, destaca per la subtil condensació dels motius: una reflexió sobre l'art, l'amor i la visió al·lucinada d'un objecte màgic. S'ha dit que el retrat del relat remet a un retrat en miniatura de la seua mare que Poe conservà sempre amb ell.

## Argument
Aquest conte narra la història d'un home ferit i perdut, que amb el seu criat passa la nit en un castell abandonat recentment. El castell era sumptuós i estava decorat amb bells tapissos i hi destaquen molts quadres. L'home, temps després, es fica al llit i sobre el coixí troba un llibre amb la descripció i crítiques sobre les obres d'art que decoraven el castell. Després d'un moment canvia de posició el canelobre i s'il·lumina un sector que abans era fosc: hi descobreix un retrat oval d'una jove. Així procedeix a llegir la seua història. Era una dona de singular bellesa que s'enamorà d'un pintor amb qui es casà. El seu espòs era un apassionat de la pintura, mentre que ella ho estimava tot excepte l'art, que era el seu rival, i li arrabassava l'amor del seu marit. Detestà el desig del seu espòs de retratar-la, però així i tot ella li ho va permetre. Havia de pujar a la seua torre per posar durant hores. El temps passava i la jove s'anava afeblint sense que el seu espòs ho notara ja que mai la mirava perquè estava obsessionat amb aquella pintura. Mai li recriminava res en veure que ell estimava el que feia. El pintor arriba a embogir de passió cap a la seua obra, i amb cada pinzellada li llevava vida a la model que tenia enfront. En acabar l'obra, va veure que la seua esposa estava morta.